# Ptasznicy
Ptasznicy – formacja strzelecka w powstaniu styczniowym, którą można zakwalifikować jako formację tyralierów. Formacja ptaszników wyróżniała się jednak tym, że służyli w niej najmłodsi powstańcy w wieku około 15–16 lat. Uzbrojeni byli w najlżejszą dostępną broń, czyli przeważnie w dubeltówki. Kompania ptaszników została sformowana w oddziale Jana Żalplachty w maju 1863 r. i brała udział w kilkudniowych walkach w rejonie wsi Turkowice, Tuczapy, Mołożów. Historię ptaszników w swoich wspomnieniach opisał jeden z żołnierzy tej kompanii, a mianowicie Stefan Brykczyński.

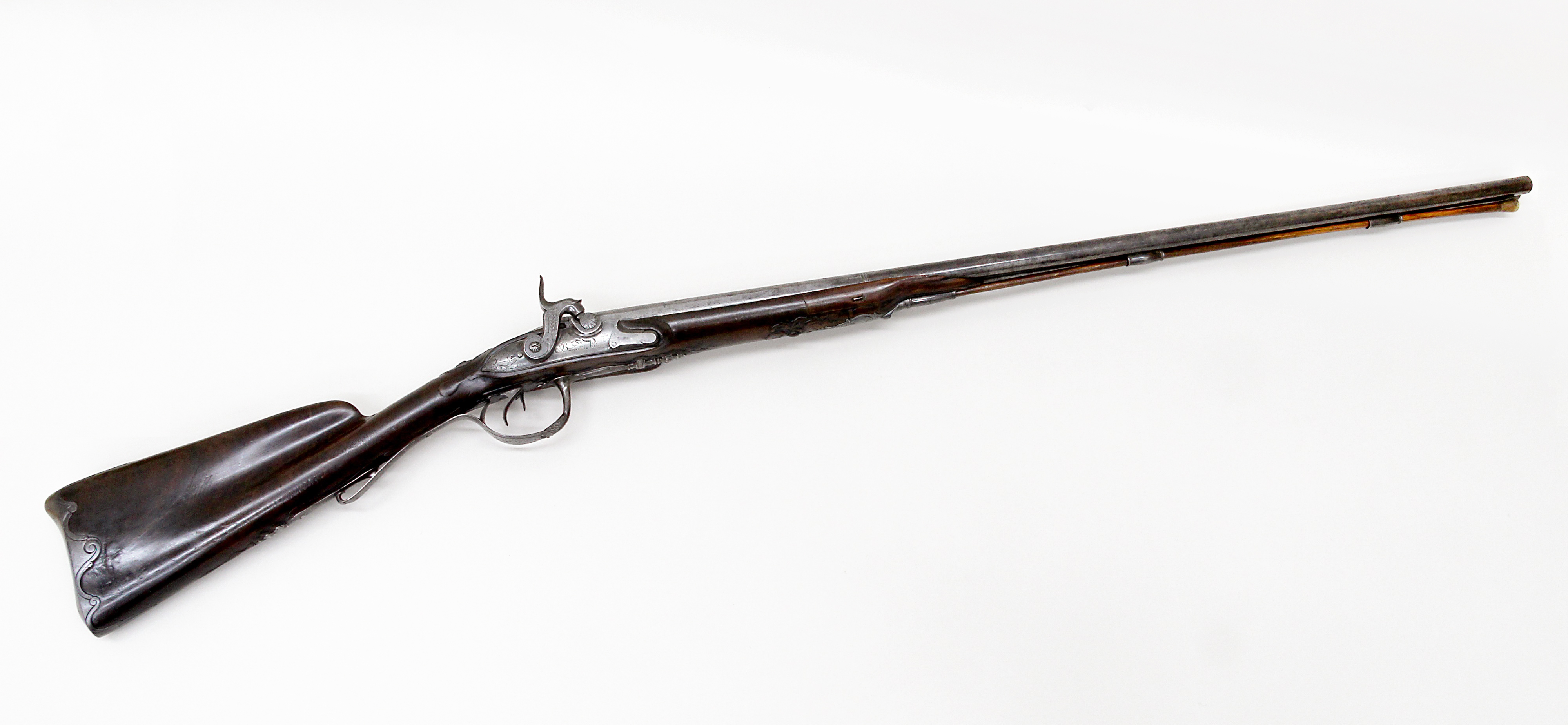
Dubeltówka czarnoprochowa

13 maja 1863 r. wkroczył do Kongresówki z Galicji Jan Zalplachta ze swoim oddziałem. Do oddziału zaczęło dołączać sporo ochotników. Podczas przeglądu wybrano z nich grupę ponad 40 najmłodszych ochotników – młodzieży w wieku szkolnym. Stanowczo zakomunikowano im, że ze względu na wiek nie zostaną przyjęci do oddziału i że powinni wrócić do domu. Dzięki jednak wstawiennictwu Pawła Parady ostatecznie zdecydowano się ich przyjąć i sformowano z nich osobną kompanię. Tak tę sytuację w swoich wspomnieniach opisał Stefan Brykczyński:

Stanęło tedy tak, że postanowiono z nas wszystkich sformować osobną kompanię, złożoną z tych 46 wybrakowanych, dodano nam czternastu prawdziwych już żołnierzy, takich co proch wąchali i nazwano nas ptasznikami. (…) Dano nam tedy o ile możności wybrane lekkie strzelby, przeważnie dubeltówki. (…) Dostałem tedy leciuchną Lepażówkę, prawdziwą ptaszniczkę, do niej dwanaście ładunków kulowych, cztery z loftkami, ale i maszynkę do lania kul i pudełko z przyborami do robienia ładunków.

Groźba wyrzucenia młodych powstańców z oddziału działała mobilizująco na ptaszników. Tak to opisał Brykczyński:

My też z całych sił staraliśmy się dowieść, że się nie pomylono, przyjmując nas do partii i później polubiono nas w ogóle i nieraz słyszeliśmy, jak mówiono: – oho! Z tych ptaszników, to będą ludzie; a zwłaszcza podczas forsownych marszów: – „patrzcie!... ptaszniki się nie skarżą, a wy, wy się skarżycie”.

Ptasznicy posiadając broń gładkolufową o niedużym zasięgu w początkowych starciach stosowali taktykę tyralierów. Podpuszczali wroga na bliską odległość i wtedy gwałtownie ostrzeliwali. Odparcie ataku kawalerii tak w swoich wspomnieniach opisał Brykczyński: 

Tymczasem owa linia zbliżała się coraz bardziej, wkrótce usłyszeliśmy tętent koni, później błysnęły wydobyte szable i utworzyły błyszczący pas nad zbliżającą się masą. Rozległo się głośne: uraaa! – aż echo w lesie odpowiedziało, zabuczała ziemia i jakby zadrżała miarową falą!
Przyznaję, że mi serce biło, jak młotem, ale nie tyle ze strachu, choć, co prawda i tego tam trochę było, ile z oczekiwania. Boć i na dzika niezupełnie się spokojnie czeka, a tutaj te du-du-du! Du-du-du! Silniej na nerwy działało.
Widziałem doskonale, jak jakiś wąsaty oficer z długimi bakenbardami, które mu wiatr na ramiona zarzucił, bódł konia ostrogami i szablą coś szeregom pokazywał, a w tem rozległ się ostry, dźwięczny głos Ubysza:
– Na stój! Cel! Od lewego w dym pal!
Rozległ się długi trzask, jakby kto sztukę płótna rozdzierał, dym zasłonił wszystko, a gdy się trochę rozwiał, zobaczyliśmy przed sobą, kilkanaście koni i ludzi, a reszta zmykała w pełnym galopie, co chwila jednak z tej masy wysuwał się to koń, to człowiek i już zostawał na polu.

Odparcie ataku piechoty rosyjskiej we wspomnieniach Brykczyńskiego:

Po długiej takiej pukaninie, przekonawszy się prawdopodobnie, że nas już co najmniej wszystkich wystrzelali, ogromnie trąbiąc, bębniąc i krzycząc: uraaa! – ruszyli kłosem do ataku. (…) Tak przybiegli do nas, na jakich kroków sto. Widziałem ich doskonale i jeszcze by szli dalej kiedy Panienka ściągnął jednego oficera, silnie wymachującego pałaszem i biegnącego z prawej strony kolumny.
Oto mój nos pomszczony – szepnął do mnie, śmiejąc się, a w tem buchnęła z naszej strony salwa, najprzód z prawych luf dubeltówek, a po chwili z lewych.
Już w pierwszej salwie atakujący drgnęli i stanęli, a po drugiej urządzili tak wspaniałą rejteradę, że aż spomiędzy pszenicy, kurz w górę poszedł.

W miarę upływu czasu do kompanii ptaszników kierowano coraz to nowych młodziutkich ochotników tak, z czasem kompania liczyła ponad 100 powstańców. Pierwsze starcia powstańców były pomyślne. Z biegiem jednak czasu kończyły się zapasy amunicji, a Rosjanie ściągali coraz to nowe oddziały, które osaczały powstańców. W końcowych walkach ptasznicy ponieśli ciężkie straty. Tak to opisał Brykczyński:

Wieczorem gdyśmy się porachowali, zdrowych wraz ze mną zostało 37, reszta byli zabici lub ranni.

Wkrótce oddział Jana Żalplachty powrócił do Galicji i został rozwiązany.